# Український центр охорони кажанів

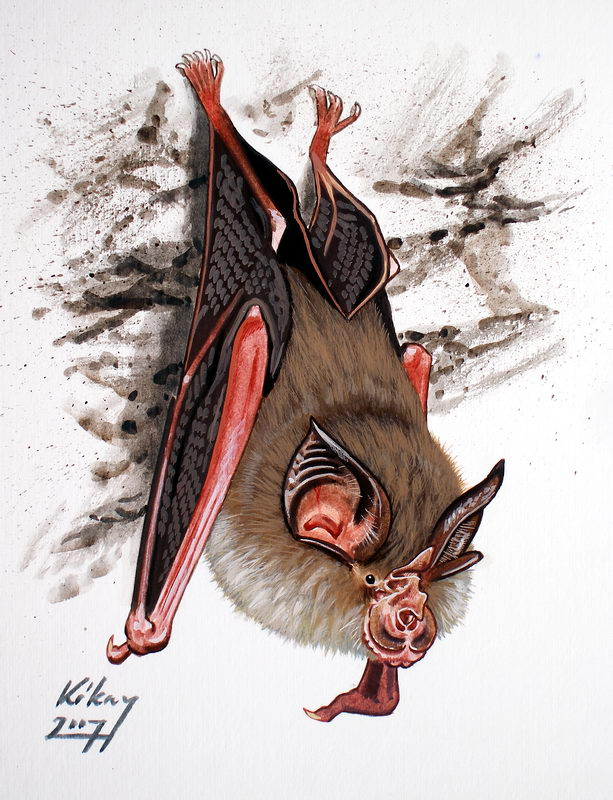
Підковик малий (Rhinolophus hipposideros) — вид, який був зображений на перших пам'ятних наклейках УЦОК

Український центр охорони кажанів (УЦОК) — наукова спільнота, яка діє у складі Українського теріологічного товариства НАН України (УТТ) і займається питаннями моніторингу поширених в Україні видів кажанів (ссавці ряду Лиликоподібні).

## Історія УЦОК
УЦОК діє на правах секції УТТ і є на сьогодні одним з найпотужніших його центрів. 2011 року (28 квітня) виповнилося 10 років від дня офіційного затвердження цієї секції Радою УТТ (на чолі з акад. В. О. Топачевським та за участі відомого українського хіроптеролога проф. Юлія Крочка) і Положення про УЦОК. Проте фактично діяльність центру почалася значно раніше, зокрема:
- 1995 року сформовано дослідницьку групу «Український хіротрерологічний центр» (УХЦ)
- 1997 року на запит Мінприроди підготовлено огляд «Сезонні міграції кажанів в Україні»
- 1998 року на 5-й Теріологічній школі видано збірку «Ніч кажанів '98 в Україні»
- 1999 року під егідою УЦОК видано «Польовий визначник кажанів підземних порожнин».

## Сайт УЦОК
УЦОК має свій сайт http://kazhan.org.ua [Архівовано 26 липня 2011 у Wayback Machine.], який існує і регулярно поновлюється з 2005 року. Його розділи: • про кажанів, • наша фауна, • охорона кажанів, • галерея, • лінки, • про УЦОК, • новини, • читальня, • карта сайту. Сайт має три мовні версії — українську, російську та англійську.

## Ніч кажанів в Україні

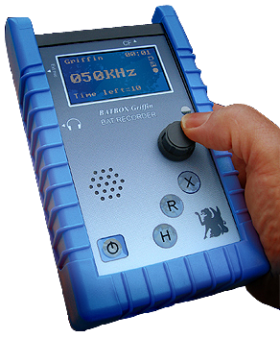
один з детекторів для виявлення і визначення кажанів та пошуку їхніх сховищ

УЦОК є організатором і активним учасником щорічної акції «Європейська ніч кажанів в Україні», яка традиційно проводиться восени. 2011 року акція «ніч кажанів» за рішенням секретаріату Угоди про збереження популяцій кажанів у Європі (EUROBATs) переросла у «Рік кажана» з величезною програмою спеціальних заходів щодо охорони і популяризації кажанів.
Завдяки діяльності УЦОК та сприянню EUROBATs в Україні 2000 року створено «детекторну мережу» — мережу фахівців, які пройшли навчання з користування ультразвуковими детекторами і отримали навички у визначенні кажанів та пошуку їхніх сховищ за ультразвуками з використанням ультразвукових детекторів.
На сьогодні в Україні є близько 20 зоологів, що працюють з ультразвуковими детекторами.

## Сторінки про кажанів фауни України
2011 рік — Європейський рік кажана [Архівовано 6 березня 2022 у Wayback Machine.], 2012 рік — Міжнародний рік кажана. В українському сегменті вікіпедії є такі сторінки про кажанів та їхніх дослідників, підготовлені з цієї нагоди (покращені сторінки відмічено зірочкою; таксони наведено у систематичному порядку):
- великі систематичні групи кажанів:

Лиликоподібні (ряд Vespertilioniformes)
Крилановиді (підряд Pteropodimorpha)
Лиликовиді, або Кажани (підряд Chiroptera)
Криланові (родина Pteropodidae)
Підковикові (родина Rhinolophidae)
Лиликові (родина Vespertilionidae)*
Підковик (рід Rhinolophus)
Нічниця (рід Myotis)*
Широковух (рід Barbastella)*
Вухань (рід Plecotus)*
Лилик (рід Vespertilio)
Пергач (рід Eptesicus)*
- види фауни України та суміжних країн

Підковик великий (Rhinolophus ferrumequinum)
Підковик Мегея (Rhinolophus mehelyi)
Нічниця велика (Myotis myotis)*
Нічниця водяна (Myotis daubentonii)
Широковух звичайний (Barbastella barbastellus)*
Вухань австрійський (Plecotus austriacus)
Нетопир лісовий (Pipistrellus nathusii)
Нетопир пігмей (Pipistrellus pygmaeus)
Нетопир карлик (Pipistrellus pipistrellus)
Пергач донецький (Eptesicus lobatus)*
Довгокрил звичайний (Miniopterus schreibersi)*
- найвідоміші дослідники

Борис Попов*
Яків Зубко
Василь Абелєнцев
Юлій Крочко
Кость Татаринов*
Альфред Дулицький
Олександр Кондратенко
- дотичні до кажанів теми

Хіроптерологія
Зимова сплячка
Міграція тварин*
Епіблема кажанів*
Роди ссавців України
Зоологічний музей Луганського університету
Зоологічний музей імені Бенедикта Дибовського
Зоологічний музей імені М.М. Щербака*